# 8224 Fultonwright
8224 Fultonwright eller 1996 PE är en asteroid i huvudbältet som upptäcktes den 6 augusti 1996 av den italiensk-amerikanske astronomen Paul G. Comba vid Prescott-observatoriet. Den är uppkallad efter Fulton Wright Jr., vän till upptäckaren.
Asteroiden har en diameter på ungefär 5 kilometer.